# Peugeot 604
Peugeot 604 — автомобиль бизнес-класса, выпускавшийся Peugeot на протяжении десяти лет, с 1975 по 1985 год. За годы производства всего построено 153,252 машин. Помимо Франции, автомобиль также собирался Kia в Южной Корее.

## История
Модель 604 с кузовом от Pininfarina впервые представлена в марте 1975 года на Женевском автосалоне. Продажи начались в сентябре того же года. Автомобиль использовал шасси Peugeot 504, обновлённые двери и V6—двигатель PRV объёмом 2,7 л и мощностью 145 л/с (108 кВт), разработанный совместно с Renault и Volvo. 604 являлся седаном класса «люкс», выпущенным Peugeot после долгого перерыва (предыдущей моделью в том же классе являлся Peugeot 601 1934 года).
Фактически, Peugeot 604 являлся первым автомобилем Peugeot представительского класса, предназначенным для конкуренции с подобными машинами известных марок. Первоначальная цена составила $10,990. 604 имел прочное шасси, обеспечивавшее плавность хода и широкие двери, облегчавшие посадку пассажиров, позволявшие использовать автомобиль в качестве лимузина.
Однако модель 604 не оправдала возлагавшихся на неё ожиданий. По сравнению с Rover 3500 аналогичной ценовой категории, выпущено почти в два раза меньше 604, хотя Peugeot и получил дополнительную прибыль от продаж запчастей к этой машине, общих с моделью 504. Журналисты отмечали «неамбициозный» дизайн, отсутствие технологических новшеств, скромную производительность и проблемы со ржавчиной. По мнению других, низкие продажи обусловлены энергетическим кризисом. Партнёры Peugeot — Renault и Volvo, считали, что инвестировали слишком много в разработку двигателя 604 и отказ от его производства будет нерациональным.
В конце 1970-х годов Peugeot и Citroën выпускали два типа представительских автомобилей — классический (604) и более «авангардный» (CX).
PSA Peugeot Citroën тогда же решает создать с помощью наработок Chrysler Europe новый представительский автомобиль, способный конкурировать с 604 и CX. Он получил название Talbot Tagora и был выпущен в 1980 году. Новый проект оказался провальным — продажи Tagora по сравнению с 604 составили всего 20 %, а с CX — 2 %.
Германские автопроизводители воспользовались этой ситуацией, чтобы занять место на рынке. Так, в 1974 году начинается выпуск новых BMW 5-серии, отличавшихся лучшим качеством исполнения. Германским автомобилям удаётся занять место на рынке машин представительского класса, которое не оспаривалось на протяжении почти 15 лет, до появления японских автомобилей в этом сегменте.
Французские же машины не имели такого успеха на рынке после выпуска преемника Citroën DS — Citroën CX. Разработка 604 явилась попыткой создать жизнеспособного конкурента на рынке.
На продажи повлиял энергетический кризис 1973 года, сильно ударивший по производителям больших автомобилей. Peugeot выпустил несколько упрощённых, «экономических» серий 604, но они не увеличили общий объём производства.
Тем не менее, 604 стал первым серийным автомобилем с дизельным двигателем — Indenor, объёмом 2304 см³ и турбонаддувом XD2S. Мотор был надёжен, но имел недостаток, присущий многим дизелям того времени — плохой старт в непогоду. Проблема решала установкой усовершенствованных свечей зажигания.
Продажи, бывшие и без того на невысоком уровне, в начале 1980-х годов упали ещё ниже и в 1985 году производство Peugeot 604 было прекращено. Следующая модель Peugeot представительского класса — 605 — будет запущена в производство в 1989 году.
По некоторым оценкам[каким?], в августе 2009 года в Великобритании насчитывалось около 15 Peugeot 604.

## Хронология
- 1975 год — введение Peugeot 604 в одной комплектации — 604 SL с 3-ступенчатой АКПП или 4-ступенчатой МКПП. Цена составляла 44,700 французских франков.
- 1977 год — продажи 604 в США в комплектации V6 SL.
- 1978 год — введение модели Ti с дизельным двигателем и впрыском топлива Bosch K-Jetronic (не экспортируется в США).
- 1979 год — изменение размера заливной топливной горловины. Введение модели с 2,3 л турбодизелем. Прекращение экспорта машин с бензиновыми двигателям в США.
- 1980 год — введение новых зеркал заднего вида, поворотников оранжевого цвета, пластиковых панелей и рычага переключения передач, удаление эмблемы с капота. Выпуск ограниченной серии «Grand Comfort» с электрическими стеклоподъёмниками, люком на крыше и т. п.
- 1982 год — прекращение производства 604 SL.
- 1983 год — введение 604 GTi с 2,8 л двигателем и GTDT с дизелем. Экспорт в США окончательно прекращён после 1984 года.
- 1985 год — окончание производства 604. На смену ей приходит переднеприводной 605 в 1989 году.

## Двигатели
- 2,3 л (2304 см³) дизель рядный 4-цилиндровый
- 2,5 л (2490 см³) дизель рядный 4-цилиндровый
- 2,7 л (2664 см³) PRV V6
- 2,8 л (2849 см³) PRV V6

## Интересные факты
Пежо 604 в качестве персонального автомобиля использовали государственный деятель ГДР, Герой Советского Союза Эрих Хонеккер и президент Франции Валери д’Эстен. 
- Пежо 604 Валери д’Эстена
- Пежо 604 Эриха Хонеккера